# Rufus Bullock
Rufus Brown Bullock (28 de marzo de 1834–27 de abril de 1907) fue un político estadounidense que ocupó el cargo de gobernador de Georgia.
Bullock nació el 28 de marzo de 1834 en la ciudad de Bethlehem, en el Condado de Albany, del estado de Nueva York; sus padres fueron Volkert Veeder Bullock y Jane Eliza Brown. Cuando tenía seis años, su familia se mudó a Albion, otra localidad del estado de Nueva York; allí Bullock estudió en la Academia de Albion.
Después de su graduación en 1850, Bullock se convirtió en experto en tecnología de comunicaciones; y en 1855 fue puesto al frente de la oficina de Filadelfia de la American Telegraph Company, una compañía de telégrafos. 
En 1860, Bullock contrajo matrimonio con Marie Elizabeth Salisbury, una mujer de Rhode Island; y se fue a vivir a la ciudad de Augusta, en el sureño estado de Georgia, para trabajar en la gestión de la sucursal georgiana de la empresa Adams Express Company, bajo la supervisión general del empresario de ferrocarril Henry B. Plant.
Cuando Georgia declaró su independencia de los Estados Unidos y estalló la Guerra de Secesión, Bullock se opuso a la secesión; sin embargo  aceptó el rango de teniente coronel del rebelde Ejército Confederado y continuó dirigiendo el ferrocarril, el telégrafo y el transporte de mercancías para la Southern Express Company (la división sureña de la Adams Express Company que se separó de la casa matriz para formar una nueva empresa y así evitar su confiscación por el gobierno confederado) y para la oficina del intendente de la Confederación (organismo encargado de aprovisionar a las fuerzas rebeldes secesionistas del Sur). Incluso Bullock terminaría siendo nombrado director ejecutivo del Departamento de Ferrocarriles del Ejército Confederado.

## Carrera política. Bullock gobernador de Georgia.
Cuando la guerra civil terminó con la derrota del Sur y Georgia fue ocupada por las fuerzas de la Unión (los yanquis, como eran llamados despectivamente por los sureños); Bullock decidió entrar en política y se afilió al Partido Republicano.
En esos tiempos de la Reconstrucción el Partido Republicano era intensamente odiado por la casi totalidad de los blancos del Sur por encarnar todo contra lo que habían luchado en la guerra y por estar detrás de la ocupación militar que sentían que los oprimía. Los Carpetbaggers (blancos norteños que se habían mudado al Sur para hacerse ricos en la política como miembros del Partido Republicano)  y los Scalawags (blancos sureños que se habían unido al Partido Republicano) eran la encarnación de la corrupción y el abuso de poder que odiaban los sureños.[cita requerida]
En diciembre de 1867 Bullock desempeñó un papel importante en la Convención Constitucional de Georgia que debía redactar una nueva Constitución Estatal para el estado e implantar las reformas exigidas por los republicanos que dominaban el poder federal (central o nacional).
Poco después Bullock fue postulado como candidato a gobernador de Georgia por el Partido Republicano; el rival de Bullock era un general ex-confederado, John B. Gordon, que era candidato del Partido Demócrata (Gordon más tarde se convertiría en líder del Ku Klux Klan en Georgia).
En las elecciones no podían votar la gran mayoría de los blancos nativos de Georgia, que habían sido privados del derecho al voto por las leyes dictadas por el Congreso de los Estados Unidos para castigar a los antiguos rebeldes; pero si podían votar los ex-esclavos negros que apoyaban al Partido Republicano por haberlos liberado, y los blancos venidos del Norte y aquellos de Georgia que se habían vuelto republicanos. Como resultado, Bullock ganó las elecciones celebradas en abril de 1868 y se convirtió en Gobernador; a pesar de que los blancos, que constituían la gran mayoría de la población de Georgia, lo rechazaban y hubieran votado por su rival de haber podido hacerlo.[cita requerida]
Bullock tomó posesión del cargo de gobernador el 4 de julio de 1868. Durante su gobierno Bullock aprovechó sus conexiones con empresarios del Norte de Estados Unidos para atraer inversiones privadas que se necesitaban para impulsar la economía de Georgia y la rápida reconstrucción de escuelas, ferrocarriles, fábricas y edificios públicos destruidos por la guerra; también Bullock fue responsable del traslado de la capital del estado de Milledgeville a Atlanta.
También Bullock defendió la igualdad entre blancos y negros y protegió los derechos civiles de estos últimos; a menudo él viajaba a Washington D. C. para pedir apoyo al presidente Ulysses S. Grant y al Congreso de mayoría republicana para que apoyaran la reconstrucción militar de Georgia y para hacer realidad en el estado las disposiciones de la Decimotercera, Decimocuarta y Decimoquinta enmiendas a la Constitución de los Estados Unidos. Pero eso sólo conseguía aumentar el odio y el desprecio que sentían por él los blancos georgianos.
En los periódicos de Georgia de la época había una fuerte campaña en contra de Bullock, denunciando numerosos escándalos de corrupción en su gobierno; se presentaba al Gobernador y a sus asistentes como una pandilla de ladrones que estaban saqueando el estado. En ese clima envenenado comenzó una especie de cruzada cívica para conseguir que el estado tuviera un gobierno del Partido Demócrata y así "liberarse" de los corruptos republicanos. El grupo clandestino terrorista Ku Klux Klan animaba esa campaña. A medida que los blancos de Georgia recuperaban su derecho al voto era evidente que esa campaña tendría éxito al final.
Cuando el Partido Demócrata ganó la mayoría en la Asamblea General de Georgia (Asamblea Legislativa estatal) en las elecciones legislativas estatales de 1870, Bullock se sintió amenazado porque temía que los demócratas lo destituyeran y lo llevaran a juicio ante los tribunales del estado para vengarse de él. Así que el 30 de octubre de 1871 Bullock renunció al cargo de Gobernador y huyó a su natal estado de Nueva York; el presidente del Senado Estatal se hizo cargo de la Gobernatura hasta que se celebraron nuevas elecciones.
Todavía en la actualidad existe una fuerte polémica sobre la gestión y el papel de Bullock como gobernador; sus defensores afirman que fue calumniado y que las acusaciones de una corrupción descomunal en su administración fueron exageraciones o mentiras propagadas por el Ku Klux Klan y los demócratas, y por el contrario destacan su labor para reconstruir la economía del estado y su indeclinable defensa de los derechos de los afroamericanos. En cambio sus detractores sostienen que hay un fondo de verdad detrás de las acusaciones de corrupción, más allá de que hayan sido usadas con fines políticos en beneficio de los racistas.

## Regreso a Georgia y etapa final de su vida.
En 1876, Bullock regresó a Georgia y fue juzgado por varios cargos de corrupción, conspiración para defraudar al estado y malversación. Después de que la fiscalía no pudo fundamentar bien las acusaciones en su contra y de que dos jurados lo encontraron no culpable, Bullock se quedó en Atlanta y se convirtió en un ciudadano prominente de la ciudad. Fue el presidente de la primera fábrica textil de Atlanta, presidente de la English-American Loan Company, director de la Iglesia Episcopal de Saint Philip, presidente de la Cámara de Comercio de Atlanta, presidente del Club Comercial de la ciudad, vicepresidente del Club de la Ciudad Capital y miembro del Club de Conducción Piedmont. 
En 1895 Bullock tuvo un papel significativo en la organización de la Exposición Internacional y Estados del Algodón celebrada en Atlanta ese año; una exposición del progreso agroindustrial del llamado Nuevo Sur y que pretendía estimular el comercio de los estados sureños con el extranjero.
En 1903 Bullock y su esposa se marcharon de Atlanta para volver a Albion en Nueva York. En Albion murió Bullock el 27 de abril de 1907; el día de su muerte las banderas de todos los edificios públicos de Georgia ondearon a media asta en honor del que fuera un gobernador muy odiado pero que en su retiro encontró el reconocimiento que se le negó en su mandato.
| Predecesor: Thomas H. Ruger | Gobernador de Georgia 1868 – 1871 | Sucesor: Benjamin F. Conley |

- Datos: Q358439